# Perinto

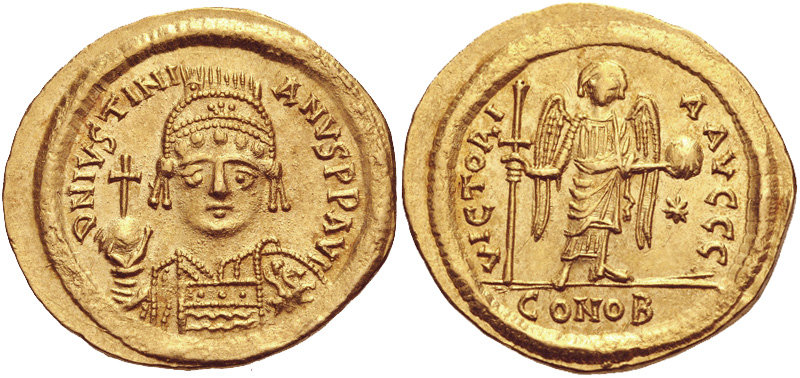
Soldo com efígie de Justiniano r.

Perinto (em grego: Πέρινθος; romaniz.: Périnthos; em latim: Perinthus), também conhecida, não antes do século IV, como Heracleia (em latim: Heracleia), Heracleia da Trácia (em latim: Heracleia Thraciae) ou Heracleia Perinto (em latim: Heracleia Perinthus), foi uma antiga e florescente cidade grega portuária da Trácia situada na Propôntida, 22 mi (35,4 km) a oeste de Selímbria sobre uma pequena península homônima.

## História
Perinto era uma colônia de Samos que, segundo Jerônimo de Estridão, foi fundada cerca de 602 a.C., e segundo Jorge Sincelo, em 599 a.C., embora alguns autores a considerem contemporânea a Samotrácia, fundada cerca de 1 000 a.C.. De acordo com João Tzetzes, originalmente era conhecida como Migdônia. Como um porto e ponto de encontro de várias rotas, Perinto tornou-se sede dum extenso comércio. Heródoto menciona a cidade no livro V de suas Histórias, onde relata que foi vencida pelos peônios, aliados do Império Aquemênida, durante as Guerras Médicas.
Em julho de 340 a.C., Perinto foi sitiada pelas tropas de Filipe II da Macedônia (r. 359–336), provavelmente em resposta as relações amistosas dos habitantes com Atenas, que à época estava em guerra com Filipe II. Com a vitória dos sitiados, a cidade foi renovada e tornou-se grandemente próspera, talvez até mais que Bizâncio, no Bósforo. Em 177 d.C., a virgem Glicéria (de Trajanópolis ou de Heracleia) foi martirizada.
Em 308, na Conferência de Carnunto convocada pelo imperador Galério (r. 293–311), a Trácia, Ilíria e Panônia passaram para as mãos do Augusto Licínio (r. 308–324). Em 313, durante a guerra civil entre Licínio e Maximino Daia (r. 305–313), Perinto foi sitiada e tomada após um cerco de 8 dias pelo exército de Daia, permanecendo em seu controle até a derrota dele na batalha de Tzíralo, nas imediações de Perinto. Em 10 de agosto de 378, no rescaldo da Batalha de Adrianópolis, foi sitiada sem-sucesso pelos tervíngios de Fritigerno. Durante o século IV, Heracleia tornou-se uma sé episcopal e no século V era conhecida pela sua indústria de tapetes.
Em 478, durante o segundo reinado de Zenão (r. 474–475; 476–491), diz-se que ela forneceria tropas auxiliares para o exército que estavam sendo comandado por Teodorico, o Amal (r. 474–526) contra Teodorico Estrabão. Durante o reinado do imperador bizantino Justiniano (r. 527–565), os aquedutos e o antigo palácio da cidade foram restaurados. Foi devastada pelos ávaros em 591 e ocupada pelos búlgaros em 719. Em 1204, foi ocupada pelos venezianos e finalmente, em 1353, foi conquistada pelos otomanos.

## Arqueologia
Atualmente localiza-se no sítio de Marmara Ereğlisi e poucos são seus vestígios. No parque da cidade há várias colunas de mármore e sarcófagos romanos, os prováveis melhores vestígios. Nas ruínas duma basílica bizantina foram encontrados mosaicos de grandes dimensões, que atualmente estão num museu da cidade. As muralhas de Perinto são pouco visíveis, exceto por algumas ruínas e uma torre. O quebra-mar romano, situa-se na costa ocidental.[carece de fontes?] Há também um anfiteatro arruinado.